# Ranunculus platyspermus
Ranunculus platyspermus Fisch. ex DC. – gatunek rośliny z rodziny jaskrowatych (Ranunculaceae Juss.). Występuje naturalnie w Rosji (zachodnia Syberia), Kazachstanie oraz Chinach (zachodnia część regionu autunomicznego Sinciang). 

## Morfologia
PokrójBylina o lekko owłosionych pędach. Dorasta do 20–25 cm wysokości.
LiścieSą pierzaste. W zarysie mają prawie romboidalny kształt. Mierzą 2,5–4 cm długości oraz 2,5–4 cm szerokości. Są owłosione od spodu. Ogonek liściowy jest owłosiony i ma 2–3 cm długości.
KwiatySą pojedyncze. Pojawiają się na szczytach pędów. Mają żółtą barwę. Dorastają do 15 mm średnicy. Mają 5 owalnych działek kielicha dorastających do 5 mm długości. Mają 5 odwrotnie owalnych płatków o długości 7–8 mm.
OwoceNagie niełupki o okrągło owalnych kształcie i długości 3 mm. Tworzą owoc zbiorowy – wieloniełupkę o jajowatym kształcie i dorastającą do 7 mm długości.

## Biologia i ekologia
Rośnie na łąkach. Występuje na wysokości do 700 m n.p.m. Kwitnie w kwietniu. 